# Еван Пітерс
Еван Пітерс (англ. Evan Thomas Peters; нар. 20 січня 1987) — американський актор. Дебютував у 2004 році в драматичному фільмі «Рятуючи Адама» (англ. Clipping Adam) і грав головну роль у науково-фантастичному серіалі «Вторгнення» (2005-2006).
З 2004 до 2010 року Пітерс знявся в численних рекламних роликах для відомих брендів, таких як Kellogg's, Papa John's Pizza та PlayStation. Також за цей час він знявся у комедії «Філ з майбутнього» (англ. Phil of the Future) на Disney Channel і в серіалі «Школа виживання» (англ. One Tree Hill) на The CW. У 2010 році зіграв другорядну роль як Тодд Хейнс у фільмі про супергероя «Пипець» (англ. Kick-Ass).
Широковідомим він став після численних ролей у серіалі-антології «Американська історія жаху» на телеканалі FX (2011— 2021), та ролі мутанта Ртуті у серії фільмів про Людей Ікс 2014—2019 років.
У 2021 році актор отримав телевізійну премію «Еммі», а також високі оцінки критиків за роль детектива Коліна Зейбела в мінісеріалі «Мейр з Істтауна».
У 2023 році Еван отримав премію «Золотий глобус» і номінацію на премію «Еммі» за виконання ролі серійного вбивці Джеффрі Дамера в мінісеріалі від Netflix під назвою «Дамер – Чудовисько: Історія Джеффрі Дамера».

## Фільмографія

### Фільми
| Рік  |    | Українська назва                   | Оригінальна назва               | Роль                            |
| ---- | -- | ---------------------------------- | ------------------------------- | ------------------------------- |
| 2004 | ф  |                                    | Clipping Adam                   | Адам Шеппард                    |
| 2004 | ф  | Нічна тусовка                      | Sleepover                       | Рассел Хейс                     |
| 2007 | ф  | Американський злочин               | An American Crime               | Рікі Гоббс                      |
| 2007 | ф  |                                    | Mama's Boy                      | Кіт                             |
| 2008 | ф  |                                    | Remarkable Power                | Росс                            |
| 2008 | ф  | Нічні сади                         | Gardens of the Night            | Браян / Рейчел                  |
| 2008 | ф  | Ніколи не здавайся                 | Never Back Down                 | Макс Куперман                   |
| 2010 | ф  | Пипець                             | Kick-Ass                        | Тодд Гайнс                      |
| 2011 | ф  | Ніколи не здавайся 2               | Never Back Down 2: The Beatdown | Макс Куперман                   |
| 2011 | кф | Королева                           | Queen                           | Фрат Гай                        |
| 2011 | ф  | Хороший лікар                      | The Good Doctor                 | Донні Ніксон                    |
| 2014 | ф  | Дорослий світ                      | Adult World                     | Алекс                           |
| 2014 | ф  | Люди Ікс: Дні минулого майбутнього | X-Men: Days of Future Past      | П'єтро Максимов / Ртуть         |
| 2015 | ф  | Ефект Лазаря                       | The Lazarus Effect              | Клей                            |
| 2015 | ф  |                                    | Safelight                       | Чарльз                          |
| 2016 | ф  | Елвіс і Ніксон                     | Elvis & Nixon                   | Дуайт Чепін                     |
| 2016 | ф  | Люди Ікс: Апокаліпсис              | X-Men: Apocalypse               | П'єтро Максимов / Ртуть         |
| 2017 | ф  | Пірати Сомалі                      | The Pirates of Somalia          | Джей Багадур                    |
| 2017 | кф |                                    | The Accomplice                  | Ренді                           |
| 2018 | ф  | Американські тварини               | American Animals                | Воррен Ліпка                    |
| 2018 | ф  | Дедпул 2                           | Deadpool 2                      | П'єтро Максимов / Ртуть (камео) |
| 2019 | ф  | Люди Ікс: Темний Фенікс            | X-Men: Dark Phoenix             | П'єтро Максимов / Ртуть         |
| 2019 | ф  |                                    | I Am Woman                      | Джефф Волд                      |
| 2023 | мф | Бажання                            | Wish                            | Саймон (озвучення)              |
| 2025 | ф  | Трон: Арес                         | Tron: Ares                      | Джуліан Діллінджер              |

### Телебачення
| Рік       |   | Українська назва                           | Оригінальна назва                          | Роль |
| --------- | - | ------------------------------------------ | ------------------------------------------ | --- |
| 2004      | с |                                            | The Days                                   | Купер |
| 2004—2005 | с | Філ з майбутнього                          | Phil of the Future                         | Сет Восмер |
| 2005—2006 | с |                                            | Invasion                                   | Джессі Варон |
| 2008      | с | Бруд                                       | Dirt                                       | Крейг Хоуп |
| 2008      | с | Без сліду                                  | Without a Trace                            | Крейг Баскін |
| 2008      | с | Монк                                       | Monk                                       | Ерік Тавела |
| 2008      | с | Доктор Хаус                                | House                                      | Крейг Хоуп (Епізод: "Крайній крок") |
| 2008—2009 | с | Школа виживання                            | One Tree Hill                              | Джек Деніелз |
| 2009      | с |                                            | Off the Clock                              | єврей |
| 2009      | с | Та, що говорить з привидами                | Ghost Whisperer                            | Ділан |
| 2010      | с | Криміналісти: мислити як злочинець         | Criminal Minds                             | Чарлі Хілрідж |
| 2010      | с | Менталіст                                  | The Mentalist                              | Олівер МакДаніель |
| 2010      | с | Офіс                                       | The Office                                 | Люк Купер |
| 2011      | с |                                            | Parenthood                                 | Брендон |
| 2011      | с |                                            | In Plain Sight                             | Джої Ростон / Джої Вілсон |
| 2011      | с | Американська історія жаху: Будинок-убивця  | American Horror Story: Murder House        | Тейт Лендон |
| 2012—2013 | с | Американська історія жаху: Притулок        | American Horror Story: Asylum              | Кіт Вокер |
| 2013—2014 | с | Американська історія жаху: Шабаш           | American Horror Story: Coven               | Кайл Спенсер |
| 2014—2015 | с | Американська історія жаху: Шоу виродків    | American Horror Story: Freak Show          | Джиммі Дарлінг |
| 2015—2016 | с | Американська історія жаху: Готель          | American Horror Story: Hotel               | Джеймс Патрік Марч |
| 2015      | с |                                            | China, IL                                  | Клінт |
| 2016      | с | Американська історія жаху: Роенок          | American Horror Story: Roanoke             | Едварда Філіпа Мотта Рорі Монахем |
| 2017      | с | Американська історія жаху: Культ           | American Horror Story: Cult                | Кай АндерсонЕнді Воргол (Епізод: «Valerie Solanas Died for Your Sins: Scumbag») Маршалл Епплвайт, Девід Кореш, Джим Джонс, Ісус Христос (Епізод: «Drink the Kool-Aid»)Чарлз Менсон (2 серії) |
| 2018      | с | Поза                                       | Pose                                       | Стен Боуз |
| 2018      | с | Американська історія жаху: Апокаліпсис     | American Horror Story: Apocalypse          | містер ГаллантДжеймс Патрік МарчТейт ЛендонДжефф Фістер |
| 2021      | с | ВандаВіжен                                 | WandaVision                                | Ральф Бонер |
| 2021      | с | Marvel Studios: Загальний збір             | Marvel Studios: Assembled                  | у ролі самого себе |
| 2021      | с | Мейр з Істтауна                            | Mare of Easttown                           | детектив Колін Забель |
| 2021      | с | Американська історія жаху: Подвійний сеанс | American Horror Story: Double Feature      | Остін |
| 2022      | с | Дамер – Чудовисько: Історія Джеффрі Дамера | Dahmer – Monster: The Jeffrey Dahmer Story | Джеффрі Дамер (10 серій) |